# NRW.INVEST
NRW.INVEST GmbH는 노르트라인베스트팔렌주(NRW) 소유의 경제개발공사이다. 해외기업의 투자유치 및 관리가 주요업무이며 경제거점으로서의 NRW주를 국제적으로 마케팅한다. 해외 투자자들을 위한 중심 창구 역할을 하는 NRW.INVEST는 국제적 기업들이 NRW주에 투자프로젝트를 진행할 때 이를 지원한다. NRW.INVEST는 뒤셀도르프에 소재하고 있다. 일본과 미국에 자회사를 두고 있으며 중국, 인도, 한국및, 폴란드, 이스라엘, 러시아터키에 해외대표사무소를 운영하고 있다. NRW.INVEST는 전적으로 NRW주의 소유이다.
지난 2010년 노르트라인 베스트발렌주 경제개발공사 NRW.INVEST는 창립 50주년을 맞았다. NRW.INVEST는 1960년 “라이니쉬-베스트팔렌 산업진흥공사 Rheinisch-Westfälische Industrieförderungsgesellschaft mbH”로 출범하였으며 당시 주정부로부터 위기에 처해있던 광산업을 대체할 후속산업을 모집하라는 의뢰를 받았다.

## 업무/ 서비스
글로벌 경쟁에서 경쟁력을 갖추기 위해 세계적으로 해외직접투자(FDI)를 유치하기 위한 경쟁이 치열하다. NRW주는 특히 런던이나 파리, 네덜란드 란스타드 등과 같은 유럽의 메트로폴 지역이나 전 세계 인구밀집지역과 경쟁하고 있다.
 NRW주를 유럽의 경제 거점으로 전 세계에 마케팅하기 위해 NRW.INVEST는 해외투자자들의 진출 시 필요한 관련 서비스를 제공하며, 이 과정에서 NRW 주정부 및 지자체 경제개발기관과 긴밀하게 협력하여 일한다. NRW.INVEST는 연방주 및 산업부문 별 전문가팀으로 조직되어 있다. 뒤셀도르프 본사 및 해외 현지의 자회사와 대표사무소의 직원들은 모두 투자에 관심이 있는 기업들에게 NRW주의 투자입지, 경제상황, 산업부문 클러스터 등에 관한 정보를 비롯하여 독일 진출 시에 필요한 세금과 법률 관련 각종 정보를 제공한다.
일반적인 정보 전달 외에도 NRW.INVEST는 잠재투자자들의 특수한 요구에 상응하는 지원을 한다. 요청이 있을 경우 투자계획 분석 및 적합한 입지 선정 컨설팅 등의 서비스를 제공한다. 이와 같은 서비스에는 산업부지 포털사이트인 Germansite도 포함된다. germansite.com사이트에서 투자자들은 NRW주의 유휴 산업부지 관련 정보를 검색할 수 있다. 이용자들은 약 1,000여 건의 유휴 산업부지에 대한 상세한 지리정보와 연락처 등을 얻을 수 있다. 지역 경제 및 주변 산업구조에 대한 정보도 검색이 가능하다.
NRW.INVEST는 투자자들에게 비자발급, 시장조사, 창업 및 개별 허가과정에 관한 전반적인 컨설팅을 제공한다. 또한 투자자와 투자관련 관청(연방노동청, 외국인청 및 건축청 등) 간의 중개업무도 한다. 투자가 이루어진 이후에도NRW.INVEST는 해외투자자들에게 정보 및 교육프로그램을 제공하고 사업확장이나 신규회사 및 자회사 설립 시 컨설팅을 제공한다. 글로벌 차원에서 활동하는 NRW.INVEST는 다양한 국제적 기관들과 협력한다. 예를 들면 NRW.INVEST는 독일-프랑스 상공회의소, 주독미국상공회의소, 주독영국상공회의소, ChemCologne, ChemSite,독일-영국 상공회의소, 터키-독일 상공회의소 등과 같은 기관의 회원이다.

## 해외활동
뒤셀도르프 본사 외에도 NRW.INVEST는 전 세계에 2개의 자회사와 13개의 해외대표사무소를 두고 있다. 이들 자회사와 대표사무소는 각 국가에서 경제, 정치 및 행정 관련 연락사무소로 활동하며 경제입지로서 NRW주를 홍보하고 현지에서 직접 투자유치 활동을 펼친다. 2007년 이래로 NRW.INVEST는 해외활동을 성장시장인 인도와 터키로 확대하였다. 이들 경제국가들이 갈수록 세계경제 속으로 강하게 편입되면서 해외투자가 크게 늘어날 것으로 전망된다. 이에 따라 NRW.INVEST는 인도의 푸네에 대표사무소를 열었고, 2008년 1월에는 독일 연방주 중에서는 최초로 이스탄불에 진출했다. NRW.INVEST 산하 해외대표사무소가 갖는 중요성은 일본의 경우를 보면 잘 알 수 있다. NRW.INVEST의 일본 자회사인 NRW Japan K.K.의 노력과 NRW.INVEST의 적극적인 투자유치 정책은 NRW주가 일본기업들의 중요한 경제 거점으로 발돋움하는데 결정적인 역할을 하였다. NRW주에 진출한 일본기업은 600개를 웃돌며 주도인 뒤셀도르프는 "리틀 도쿄"
로 불리기도 한다. NRW.INVEST는 난징, 상하이, 북경, 쓰촨, 청두, 광주 및 서울, 상트페테르부르크, 실리콘 밸리, 텔 아비브, 모스크바 및 바르샤바에 대표사무소를 운영하고 있다. 2008년에는 시카고에 두 번째 자회사를 설립했다.

## NRW주의 해외직접투자 현황
NRW주는 국내외에서 기업들을 유치하고 있다. 독일의 50개 대기업 중 19개 기업이 NRW주에 소재하고 있다. Bayer 바이엘 (기업), Bertelsmann, Deutsche Telekom 바이엘 (기업), Deutsche Post DHL, E.ON, Metro, Henkel, ThyssenKrupp 티센크루프 등을 비롯한 독일내50대 굴지 대기업 가운데 17개 기업이 이곳, 노르트라인 베스트팔렌 주에 입지해 있다.
전체 독일에서 NRW주는 가장 많은 해외직접투자를 유치하였다. 2017년 NRW주는 독일 해외직접투자의 23.3% (1천7백25억 유로)를 차지하여 전체 16개 독일 연방주들 중 압도적인 1위를 기록하였다.
주요 투자국에서 진출한 약 19,000개의 해외 기업들은 독일 또는 유럽에서 NRW주를 거점으로 사업활동을 펼치고 있다. 이로써 독일 내 해외사업장의 거의 4분의 1이 NRW주에 소재해 있으며, 국제적인 글로벌 기업인 BP, 3M, Ericsson, Ford, Fujitsu, 화웨이 Electronics, QVC, Toyota, UPS (기업), 보다폰 등이 대표적인 예이다. 이들 기업의 고용 규모는 총 1,000,000명에 달한다.